# Javier Chirinos
Pour les articles homonymes, voir Chirinos.
Javier Chirinos, de son nom complet Javier Ernesto Chirinos Ramírez (né le 8 mai 1960 à Lima), est un footballeur péruvien qui évoluait au poste de milieu de terrain. Il est aujourd'hui entraîneur.

## Biographie

### Carrière de joueur
Javier Chirinos commence son parcours de joueur professionnel au sein de l'Atlético Chalaco en 1978. Entre 1983 et 1988, il joue à l'Universitario de Deportes, club où il dispute 206 matchs (6 buts marqués) et remporte deux championnats du Pérou en 1985 et 1987. Après de brefs passages par le Defensor Lima, le San Agustín et le Deportivo Municipal, il met fin à sa carrière avec le Sport Boys en 1992.
International péruvien à 20 reprises (aucun but marqué) entre 1985 et 1989, il a l'occasion de disputer la Copa América 1987 en Argentine.

### Carrière d'entraîneur
Devenu entraîneur, Javier Chirinos dirige à plusieurs reprises l'Universitario de Deportes dans les années 2000. Cependant c'est avec l'équipe U20 du club qu'il atteint la consécration en remportant la première édition de la Copa Libertadores des moins de 20 ans en 2011.
En 2012, il connaît une expérience de courte durée à la tête du Cobresol FBC.

## Palmarès
| Universitario de Deportes - Championnat du Pérou (2) : - Champion : 1985 et 1987. |  | Universitario de Deportes (-20 ans) - Copa Libertadores -20 ans (1) : - Vainqueur : 2011. |